# ذيل الفأر الساطع
ذيل الفأر الساطع (الاسم العلمي: Myosurus nitidus) هو نوع من النباتات يتبع جنس ذيل الفأر من الفصيلة الحوذانية     .	